# Almira Sessions

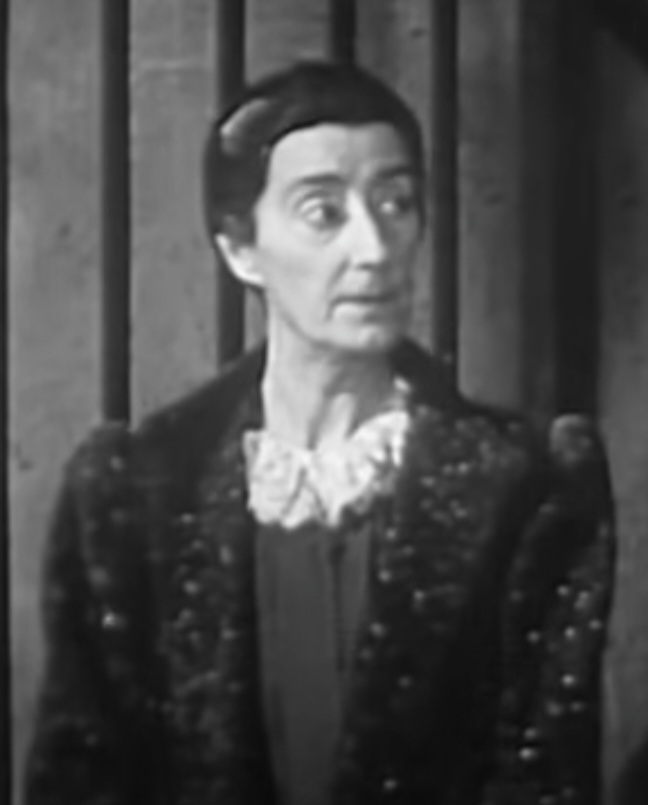
Almira Sessions (1944)

Almira Sessions (16. září 1888 Washington, D.C. – 3. srpna 1974 Los Angeles) byla americká herečka, která se proslavila jako charakterní herečka na divadle, ve filmu a v televizi. Narodila se ve Washingtonu a její kariéra zahrnovala všechna herecká média 20. století. Objevila se ve více než 500 filmech a televizních pořadech. Pracovala až do svých 80 let a odešla do důchodu krátce před svou smrtí v roce 1974 v Los Angeles.

## Divadlo
Po svém debutu ve společnosti vstoupila do herecké profese a v roce 1909 se objevila v komické operetě The Sultan of Sulu od George Adea a Nathaniela D. Manna. Na začátku své kariéry vystupovala v kabaretech, než se přestěhovala do New Yorku, kde začala hrát na divadle a v rozhlasovém pořadu Boba Hopea. Během 30. let se objevila v mnoha divadelních inscenacích, včetně několika broadwayských produkcí.

## Film a televize
Během 30. let, kdy vystupovala na divadelních prknech v New Yorku, debutovala ve filmu Wayward (1932) Edwarda Slomana. Nicméně, pravidelně se začala objevovat až o osm let později, v roce 1940, ve filmu Little Nellie Kelly s Judy Garland v hlavní roli. Ve 30. letech se příležitostně objevovala v krátkých filmech, jako byl například Two Boobs in a Balloon (1935) s Edgarem Bergenem.
V 50. letech se objevila v dalších významných filmech, jako jsou Harvey (1950) s Jamesem Stewartem, The Lemon Drop Kid (1951), Rebel bez příčiny (1955) s Jamesem Deanem a Loving You (1957), třetím filmu Elvise Presleyho. V tomto období také začala hostovat v desítkách televizních seriálů, jako byly The Adventures of Kit Carson, Adventures of Superman, Lassie nebo Walt Disney's Wonderful World of Color.
V 60. letech se objevovala méně, ale přesto si zahrála ve filmech jako Summer and Smoke (1961), Under the Yum Yum Tree (1963) s Jackem Lemmonem, The Boston Strangler (1968) s Tonym Curtisem a hororové klasice Rosemary má děťátko (1968) Romana Polanského.
V televizi se objevila v seriálech The Donna Reed Show, The Munsters nebo The Andy Griffith Show. Její kariéra skončila v 70. letech s rolí v hororovém filmu Willard (1971) a s několika hostujícími rolemi v televizních pořadech.

## Filmografie
- Wayward (1932)
- Little Nellie Kelly (1940)
- Jennie (1940)
- Chad Hanna (1940)
- Blondie in Society (1941)
- Blossoms in the Dust (1941)
- Ringside Maisie (1941)
- She Knew All the Answers (1941)
- Three Girls About Town (1941)
- Sun Valley Serenade (1941)
- Sullivan's Travels (1941)
- Blondie for Victory (1942)
- I Married an Angel (1942)
- The Lone Star Ranger (1942)
- My Sister Eileen (1942)
- Obliging Young Lady (1942)
- Happy Go Lucky (1943)
- The Heat's On (1943)
- My Kingdom for a Cook (1943)
- The Ox-Bow Incident (1943)
- Presenting Lily Mars (1943)
- Slightly Dangerous (1943)
- Young Ideas (1943)
- Assignment in Brittany (1943)
- Madame Curie (1944)
- I Love a Soldier (1944)
- Henry Aldrich's Little Secret (1944)
- The Doughgirls (1944)
- Dixie Jamboree (1944)
- Can't Help Singing (1944)
- Maisie Goes to Reno (1944)
- The Miracle of Morgan's Creek (1944)
- San Diego, I Love You (1944)
- Bathing Beauty (1944)
- Nob Hill (1945)
- She Wouldn't Say Yes (1945)
- The Southerner (1945)
- State Fair (1945)
- Two O'Clock Courage (1945)
- The Woman Who Came Back (1945)
- The Diary of a Chambermaid (1946)
- Do You Love Me (1946)
- Fear (1946)
- The Missing Lady (1946)
- Night and Day (1946)
- It's a Wonderful Life (1946)
- Cross My Heart (1947)
- For the Love of Rusty (1947)
- I Wonder Who's Kissing Her Now? (1947)
- Love and Learn (1947)
- Merton of the Movies (1947)
- Monsieur Verdoux (1947)
- Apartment for Peggy (1948)
- Arthur Takes Over (1948)
- The Bishop's Wife (1948)
- The Bride Goes Wild (1948)
- Cass Timberlane (1948)
- Good Sam (1948)
- Julia Misbehaves (1948)
- Family Honeymoon (1949)
- The Fountainhead (1949)
- Ladies of the Chorus (1949)
- Night Unto Night (1949)
- Roseanna McCoy (1949)
- Take Me Out to the Ball Game (1949)
- Black Hand (1950)
- The Blazing Sun (1950)
- Fancy Pants (1950)
- Joe Palooka in Humphrey Takes a Chance (1950)
- Kill the Umpire (1950)
- Montana (1950)
- The Old Frontier (1950)
- Please Believe Me (1950)
- Summer Stock (1950)
- Tarnished (1950)
- Harvey (1950)
- Here Comes the Groom (1951)
- The Lemon Drop Kid (1951)
- Oh! Susanna (1951)
- Oklahoma Annie (1952)
- Wagons West (1952)
- The Affairs of Dobie Gillis (1953)
- Code Two (1953)
- Paris Model (1953)
- Sweethearts on Parade (1953)
- Ride, Vaquero! (1953)
- The Sun Shines Bright (1953)
- Forever Female (1954)
- Hell's Outpost (1954)
- It's Always Fair Weather (1955)
- The Prodigal (1955)
- Rebel Without a Cause (1955)
- Calling Homicide (1956)
- The Scarlet Hour (1956)
- Loving You (1957)
- Andy Hardy Comes Home (1958)
- The Badlanders (1958)
- Summer and Smoke (1961)
- Paradise Alley (1962)
- Under the Yum Yum Tree (1963)
- The Boston Strangler (1968)
- Rosemary's Baby (1968)
- Willard (1971)